# Aleochara opacella
Aleochara opacella är en skalbaggsart som först beskrevs av Sharp 1883.  Aleochara opacella ingår i släktet Aleochara och familjen kortvingar. Inga underarter finns listade i Catalogue of Life.